# Bérégadougou
Pour le département, voir Bérégadougou (département).
Bérégadougou est une commune située dans le département de Bérégadougou, dont elle est le chef-lieu, de la province de Comoé dans la région des Cascades au Burkina Faso.
En 2019, le dernier recensement général comptabilisait 15 164 habitants.

## Administration
Le maire, Martin Kouama Sourabié, a été élu en avril 2006 lors de la mise en place de la première élection municipale ; auparavant Bérégadougou était dirigée par un préfet nommé car c'était une commune de « moyen exercice ».
Depuis le 24 octobre 1998 Bérégadougou est jumelé avec la commune française Marcoussis dans l'Essonne.

## Économie
L'économie de la commune est principalement axée autour de l'agriculture, principalement sucrière, grâce à des infrastructures d'accès à l'eau permettant l'optimisation de l'arrosage et des cultures « intensives ».
De plus, la gare de Bérégadougou permet, depuis 1933, le transport des marchandises et des personnes entre Banfora, Bobo-Dioulasso et Ouagadougou sur la ligne d'Abidjan à Ouagadougou.

## Éducation et santé
La commune accueille un centre de santé et de promotion sociale (CSPS) tandis que le centre hospitalier régional (CHR) se trouve à Banfora.

## Personnalités liées à la commune
- Théophile Sowié (1960-2021), acteur burkinabé ayant joué dans le film français Les Visiteurs est né et enterré dans le village.